# Nes̄ār-e Maleh-ye Mārān
Nes̄ār-e Maleh-ye Mārān (persiska: نثار مله ماران, نصار مله ماران, Neşār-e Meleh Mārān) är en ort i Iran.   Den ligger i provinsen Ilam, i den västra delen av landet, 500 km sydväst om huvudstaden Teheran. Nes̄ār-e Maleh-ye Mārān ligger 1 117 meter över havet och antalet invånare är 232.
Terrängen runt Nes̄ār-e Maleh-ye Mārān är bergig söderut, men norrut är den kuperad.Runt Nes̄ār-e Maleh-ye Mārān är det ganska glesbefolkat, med 39 invånare per kvadratkilometer. Närmaste större samhälle är Lūmār, 10,7 km öster om Nes̄ār-e Maleh-ye Mārān. Omgivningarna runt Nes̄ār-e Maleh-ye Mārān är i huvudsak ett öppet busklandskap.